# Wilhelm Karl von Urach
Wilhelm Karl (II. ) von Urach čili Vilém Karel vévoda z Urachu, hrabě z Württembergu (3. března 1864 Monako - 24. března 1928 Rapallo) byl německý šlechtic. Od roku 1869 byl hlavou rodu Urachů, vedlejší linie württemberského panovnického rodu. Sloužil jako generál kavalérie ve württemberské armádě a několikrát se o něm uvažovalo jako o kandidátovi trůnu různých evropských zemí: v roce 1910 pro Monako, 1913 pro Albánii a během první světové války pro Polsko a pro nově vzniklé velkovévodství Alsasko-Lotrinsko. V červenci 1918 byl zvolen litevským sněmem Taryba za litevského krále - jako takový se měl jmenovat Mindaugas II. Vilém Karel však korunu nepřijal, protože německé úřady volby neuznaly. V listopadu 1918 pak i sama Taryba pozvání zrušila. Události kolem volby zobrazil spisovatel Arnold Zweig ve svém románu Nastolení krále.
První manželství uzavřel 4. července 1892 v Tegernsee s Amélií Bavorskou. Měl s ní devět dětí:
- Marie Gabriela (22. června 1893, Stuttgart – 19. března 1908, tamtéž)
- Alžběta (23. srpna 1894, Lichtenstein – 13. října 1962, Frauental an der Laßnitz, Štýrsko), manžel 1921 Karel Alois z Lichtenštejna (16. září 1878, Deutschlandsberg – 20. června 1955, tamtéž), strýc Františka Josefa II. Liechtensteinského
- Karola (6. června 1896, Stuttgart – 26. března 1980, Lichtenstein)
- Wilhelm (27. září 1897, Stuttgart – 8. srpna 1957, Mnichov), ženatý s Elisabeth Theurer (20. listopadu 1899, Stuttgart – 20. června 1988 tamtéž), morganatické manželství, a proto se vzdal posloupnosti
- Karl Gero (19. srpna 1899, Lichtenstein – 15. srpna 1981, tamtéž), nástupce v čele domu, se oženil s Gabrielou hraběnkou von Waldburg-Zeil-Trauchburg, dcerou knížete Georga von Waldburg-Zeila
- Markéta (4. září 1901, Lichtenstein – 28. ledna 1975, tamtéž)
- Albrecht (18. října 1903, Hanau – 11. prosince 1969, Stuttgart), nejprve ženatý s Rosemary Blackadderovou, podruhé s Ute Waldschmidtovou
- Eberhard (24. ledna 1907, Stuttgart – 29. srpna 1969, Tutzing, Bavorsko), ženatý s Ignácii z Thurnu a Taxisu (25. srpna 1925, Niederaichbach – 17. září 2008, Aufhausen, Bavorsko)
- Mechtilda (4. května 1912, Stuttgart – 2001, Tübingen), provdaná za prince Friedricha Karla von Hohenlohe-Waldenburg-Schillingsfürst (31. července 1908, Waldenburg – 24. října 1982, tamtéž)

Amélie zemřela při porodu v roce 1912. 26. listopadu 1924 se Wilhelm oženil s bavorskou princeznou Wiltrud Marií Alix, dcerou Ludvíka III. Bavorského. Toto manželství zůstalo bezdětné.